# 3대 테너
3대 테너(The Three Tenor)는 이탈리아의 성악가 루치아노 파바로티와 스페인의 성악가 플라시도 도밍고, 호세 카레라스 3인을 지칭하는 말이다. 이들은 1990년 결성하여 이탈리아 월드컵 결승전 전야제날 로마 오페라 극장에서 주빈 메타의 지휘 아래 첫 공연을 시작하였다. 서울 잠실 올림픽 경기장에서도 공연을 하는 등 왕성한 공연 활동을 하다가 2005년 6월 4일 멕시코에서 마지막 공연을 하였다.

## 역사
3대 테너의 시초가 되는 콘서트는 1988년 이탈리아의 프로듀서인 마리오 드라디에 의해 호세 카레라스 백혈병 재단 주최로 백혈병에서 치유된 호세 카레라스와 그의 친구인 루치아노 파바로티와 플라시도 도밍고가 콘서트를 하였다.
3대 테너라는 정식 명칭으로 각광을 받은 것은 1990년 이탈리아 월드컵 결승전 전야제날 로마 오페라 극장(Ancient baths of Caracalla)에서 열린 콘서트이다. 주빈 메타의 지휘와 마지오 뮤지칼레 피오렌티나(Maggio Musicale Fiorentina) 오케스트라와 테아트로 델 오페라(Teatro dell'Opera di Roma)오케스트라의 연주와 함께 O sole mio, Nessun Dorma와 같은 노래를 불렀다.

## 지휘자
1990년 주빈 메타 지휘자와 함께 공연을 시작으로, 윌리엄 코셀, 맛디아스 레둑스(1998년) 등의 지휘 아래 공연을 하였다.

## 공연곡
3대 테너들은 약 16년 간 공연을 하면서 수많은 곡을 불렀는데 그 중에서 대중적으로 가장 알려진 곡들은 Nessun dorma, O sole mio, Granada, Feliz navidad, Funiculi funicula, Ave maria Dolce maria, my way, Torna a Sorrento 등이 있다.

## 콘서트
3대 테너는 1990년 로마에서의 콘서트를 시작으로 전 세계를 다니면 공연을 하였다. 2001년 서울 내한 공연을 포함하여 19회의 공연, 그리고 멕시코에서의 마지막 공연까지 포함하여 총 24회의 콘서트를 하였다.

### 대표적인 콘서트
| 날짜       | 장소              | 특이 사항                                                  |
| ---------- | ----------------- | ---------------------------------------------------------- |
| 1990-07-07 | 이탈리아 로마     | 1990 이탈리아 월드컵 결승전 전야제, 최초의 3대 테너 콘서트 |
| 1994-07-16 | 미국 로스앤젤레스 | 1994 미국 월드컵 결승전 전야제                             |
| 1998-07-10 | 프랑스 파리       | 1998 프랑스 월드컵 결승전 전야제                           |
| 2001-06-22 | 대한민국 서울     | 한국 / 일본 월드컵 기념                                    |
| 2005-06-30 | 일본 요코하마     | 한국 / 일본 월드컵 전야제 (마지막 월드컵 전야제 콘서트)    |
| 2005-06-04 | 멕시코 몬테레이   | 3대 테너 마지막 콘서트                                     |

## 해체
2005년 멕시코 공연을 고별 무대로 70세의 파바로티가 성악계에서 은퇴를 선언해 3대 테너의 공연은 끝이 났다.
 2006년 월드컵 때 공연을 한번 더 할 것이라는 루머가 돌았으나 이루어지지 못하였다.

## 영향

### 비평
3대 테너는 테너들이 서로 모여서 콘서트를 하고 앨범을 내어서 수익을 내었다. 이러한 의미에서 3대 테너는 상업적이라는 비평을 많이 들었다.
책 <빅 파바로티>를 쓴 알레르토 마티올리는 3대 테너 콘서트가 세 테너의 경력에서 "가장 저속하고 우아하지 못한 쇼로 기억될 것이다. 그들의 공연은 클래식 콘서트의 장르에 속하지 않았고, 아마 콘서트 자체에도 속하지 않을 것이다. 이 공연에는 오페라 팝, 마케팅, 텔레비전 이벤트 등 다른 것들이 너무 많이 섞여 있었다. 무대 앞의 관객이 아니라 차라리 집에 있는 대중을 위한 것이었다”라고 하였다.
마틴 베른하이머는 CBS Network Evening News의 인터뷰에서 "3대 테너는 서커스이다- 3명의 테너, 3개의 딸랑이." 라고 비평하였다.

또한 로버트 힐번은 <팝 음악 리뷰: 엘튼 존과 빌리 조엘에 관해>에서 "3대 테너의 콘서트와 이들 둘의 콘서트는 서로 비슷한 점이 많다. 공연장, 서커스를 하는 듯한 분위기, 청중들의 숭배, 그리고 비평까지."라고 비평하였다.

### 모방
3대 테너의 출현으로 비슷한 이름을 가진 그룹들이 생성되었다.
The Three Sopranos,
These Three Tenors,
Three Chinese Tenors,
The Ten Tenors 등이 생겨났다.

### 클래식 앨범 시장
3대 테너의 앨범은 클래식 앨범 중에서도 가장 많이 팔렸다. 특히 1990년 3대 테너 콘서트 앨범은 가장 많이 팔린 클래식 앨범으로 기네스북에 등재되어 있고, 이로 인해 클래식 앨범 시장이 활발해졌다.

## 같이 보기
- 루치아노 파바로티

- 호세 카레라스

- 플라시도 도밍고

- 주빈 메타

- 테너

- 성악